# International Roadmap for Devices and Systems

L'International Roadmap for Devices and Systems, ou IRDS, est un ensemble de prédictions sur les évolutions probables des appareils et systèmes électroniques. L'IRDS a été créé en 2016 et succède à l'International Technology Roadmap for Semiconductors. Ces prévisions sont destinées à permettre la coordination des efforts entre les universités, les fabricants, les fournisseurs d'équipements et les laboratoires de recherche nationaux. L'IEEE spécifie les objectifs de la feuille de route comme suit : 
- Identifier les tendances clés liées aux appareils, aux systèmes et à toutes les technologies associées en générant une feuille de route sur un horizon de 15 ans ;
- Déterminer les besoins, les défis, les solutions potentielles et les possibilités d'innovation des dispositifs et systèmes génériques ;
- Encourager les activités connexes dans le monde entier grâce à des événements collaboratifs comme les conférences IEEE ou les ateliers sur la feuille de route

Le comité exécutif est issu de régions ayant un intérêt majeur dans les développements de l'électronique : Europe, Corée du Sud, Japon, Taïwan et États-Unis.
Les International Focus Teams (IFT) évaluent l'état actuel et l'évolution future de l'écosystème dans leur domaine d'expertise spécifique et élaborent une feuille de route sur 15 ans. Les rapports des IFT détaillent les évolutions, les principaux défis, les obstacles majeurs et les solutions possibles. Les IFT comprennent les domaines suivants :
- Benchmarking d'applications ;
- Systèmes et architectures ;
- Plus que Moore - développements plus avancés des circuits intégrés classiques, en référence aux améliorations historiques décrites par la loi de Moore ;
- Au-delà du CMOS - technologies susceptibles de permettre de nouveaux progrès une fois que le CMOS aura atteint ses limites fondamentales ;
- Intégration des boîtiers ;
- Connectivité des systèmes externes ;
- Intégration en usine ;
- Lithographie ;
- Métrologie ;
- Matériaux de recherche émergents ;
- Environnement, sécurité, santé et durabilité ;
- Amélioration des rendements ;
- Électronique cryogénique et informatique quantique (ajouté en 2018).

### Liens connexes
- Loi de Moore
- Microélectronique
- International Technology Roadmap for Semiconductors